# Goddard L
Goddard L es la denominación de una serie de cohetes construidos por Robert H. Goddard entre 1936 y 1938. La serie se compuso a su vez de subseries (A, B y C), desarrolladas para probar diferentes mejoras y novedades en la tecnología usada en los cohetes anteriores.

## Subserie A
Dedicada entre otras cosas al desarrollo de la presurización mediante nitrógeno de las líneas de alimentación de propelente, usaba motores de 25 cm de diámetro basados en los motores probados con la serie K. Se probaron 7 modelos L-A, entre el 11 de mayo y el 7 de noviembre de 1936, tres de los cuales fueron lanzados realmente, siendo los otros cuatro pruebas estáticas. El tiempo medio entre pruebas fue de 25 días.

### Especificaciones
- Longitud: entre 3,32 y 3,51 m
- Diámetro: 0,45 m
- Peso en vacío: entre 54 kg y 91,5 kg
- Peso lleno: entre 133,6 kg y 163 kg
- Propulsantes: oxígeno líquido (35 kg) y gasolina (38 kg)
- Presurizante: nitrógeno (1,8 kg)
- Empuje en despegue: 2,75 kN

### Vuelos
- 31 de julio de 1936: alcanzó 60 m de altura durante un vuelo de 5 segundos, cayendo a unos 90 m de la torre de lanzamiento.

- 3 de octubre de 1936: alcanzó también 60 m de altura durante los 5 segundos de vuelo. Cayó a tan sólo 6 m de la rampa de lanzamiento.

- 7 de noviembre de 1936: de nuevo se alcanzaron 60 m de altura. El cohete iba equipado con una agrupación de cuatro cámaras de combustión, de 14,6 cm de diámetro cada una.

## Subserie B
Diseñada para probar las cámaras de combustión de 14,6 cm de diámetro y varios tipos de propelente. También se probaron una nueva forma de funcionamiento del paracaídas y varias formas de superficies de control móviles y retráctiles. Las pruebas tuvieron lugar entre el 24 de noviembre de 1936 y el 19 de mayo de 1937. Se hicieron ocho pruebas con la subserie B, dos pruebas estáticas y seis vuelos. El intervalo medio entre pruebas fue de 22 días.

### Especificaciones
- Longitud: 5,07 m
- Diámetro: 0,23 m

## Subserie C
Se probaron un tanque nuevo y más ligero, la dirección por cardán, lanzamiento mediante catapulta y se mejoró el procedimiento de presurización por nitrógeno. El primer lanzamiento de un subserie C tuvo lugar el 28 de julio de 1937, y el último el 9 de agosto de 1938.

### Especificaciones
- Longitud: entre 5,29 y 5,63 m
- Diámetro: 0,22 m
- Peso en vacío: entre 36 kg y 49 kg
- Peso lleno: 77 kg